# Johann Gottfried Gruber
Pour les articles homonymes, voir Gruber.
Johann Gottfried Gruber est un bibliographe allemand, né le 29 novembre 1774 à Naumbourg, mort le 7 août 1831 à Halle-sur-Saale. 

## Biographie
Il fait ses études à Leipzig, Gœttingue et Iéna. Rédacteur avec Augusti de la Litteraturzeitung, il obtint, en 1811, une chaire à l’université de Wittenberg. Après l’unification des universités de Halle et de Wittenberg, il alla à Berlin et obtint une  chaire de philosophie en 1813.

## Famille
Gruber est marié deux fois. Il épousa sa première femme en 1797, elle meurt sans enfant en 1809. En 1811, il épouse Sophie Louise Christiane Richter, une belle-fille de l'économiste Friedrich Gottlob Leonhardi. Le couple a deux fils :
- August Otto (né en 1816), enseignant
- Adolph Julius (1820-1896), médecin[1].

## Œuvres
Ses ouvrages, très nombreux et estimés de son temps, sont pour la plupart oubliés. Nous citerons seulement les principaux. Il entreprit avec Johann Samuel Ersch la publication de l’Allgemeine Encyclopædie der Wissenschaften und Künste et la continua seul après la mort de son collaborateur. Voici la liste de quelques  autres de ses livres : Charakteristik Herders (1805) ;  Geschichte des menschlichen Geschlechts (1800) ; Wœrterbuch  der altklassischen Mythologie (1810-15) ;  Wielands Leben (1815) ; Klopstocks Leben (1832) ; enfin  il publia : Wielands sæmtliche Werke (1818-28). 